# Mons Usov
Mons Usov är ett litet berg på nordöstra delen av den sida av månen som är vänd mot jorden. Den har fått sitt namn efter den sovjetiske geologen Michail Usov.
Mons Usov har en bas med en diameter på 15 kilometer. Det ligger vid den sydvästra delen av månhavet Mare Crisium, i närheten av landningsplatserna för de sovjetiska månsonderna Luna 24 nordväst om berget och Luna 15 en längre sträcka väster om berget. Sydsydost om Mons Usov ligger kratern Auzot och öster om berget ligger den större kratern Condorcet.